# حيوانات مرافقة جديدة

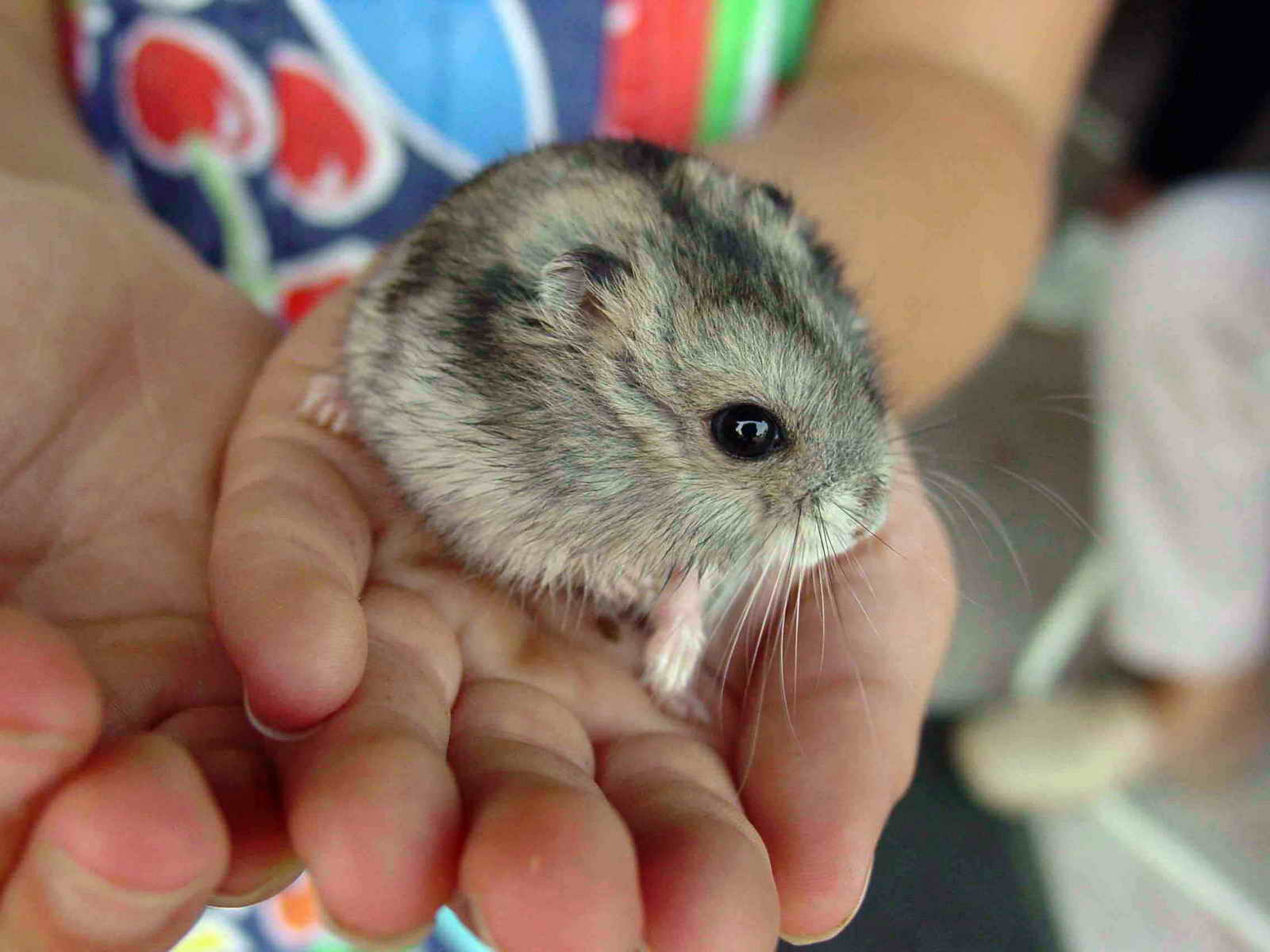
أصبحت القوارض الصغيرة، مثل الهمستر، متداولة لدى الأطفال في سنوات 1970 م.

الحيوانات الأليفة الجديدة هي حيوانات أليفة تنتمي إلى أنواع أخرى غير الكلب والقط.
على سبيل المثال يعتبر النمس، والأرانب ، والطيور (في القفص، أو الدواجن)، والقوارض الصغيرة، وأسماك الحوض، والزواحف( السحالي، الثعابين والسلاحف ) ، والبرمائيات، المفصليات ( الحشرات، القشريات، العناكب ...) ،  والثدييات المحلية الكبيرة غالباً ما تعتبر في الأصل حيوانات إنتاج ( الخيول، الخنازير، اللاما، الماعز ...) أو حتى الحيوانات البرية التي لا تتكيف بالضرورة مع الحياة المنزلية، مثل التماسيح، الفنك، الثعابين المقيدة العملاقة، الطيور الجارحة، القطط الكبيرة أو القرود ؛ كل ما يحتفظ به البشر كحيوانات أليفة، لغرض محدد هو جعلهم حيوانات أليفة.
ظهرت عبارة «الحيوانات الأليفة الجديدة» (بالفرنسية: Nouveaux animaux de compagnie؛ اختصارا: NAC) في عام 1984 م مع الطبيب البيطري من مدينة لِيُون الفرنسية، مِشيل بِلَنْجُون، خلال محاضرة في المدرسة الوطنية للبيطرة بليون. كان بلنجون قد فوجئ بالعدد الكبير للفحوص الطبية لهذه الحيوانات، وهو الذي يعكس حماس العامة المُسْتَجَد لهذه الفئة الحيوانية. في عام 1988، سيؤسِّس مجموعة دراسة الحيوانات المرافقة الجديدة (GENAC).